# Feminism

Tecknet för Venus används ibland som symbol för kvinnan och/eller feminismen.

Feminism är en samling rörelser och ideologier vars målsättning är att kvinnor ska ha samma politiska, ekonomiska och sociala rättigheter och möjligheter som män. Feminismen hävdar att moderna samhällen är patriarkala – och att kvinnor behandlas orättvist i dessa samhällen. Insatser för att ändra detta inkluderar att bekämpa könsstereotyper och förbättra utbildningsmässiga, yrkesmässiga och interpersonella möjligheter och resultat för kvinnor.
Vissa av feminismens rötter kan spåras till 1700-talet och har sedan dess funnits i en rad olika gestalter. Fram till början av 1900-talet användes begreppen kvinnorörelsen eller kvinnorättsrörelsen. Ordet feminist anses ha blivit myntat av den franska filosofen Charles Fourier. Från ursprunget i upplysningstidens frihetstankar och den franska revolutionen har feminismen vuxit till att idag bli en betydande politisk ideologi.
Feminism och feministisk praktik tar sig mycket olika uttryck beroende på vem, var och när frågan diskuteras, vad som är problemet i samhället och hur arbetet för förändring bör se ut. Det finns många olika feministiska inriktningar, och därför kan det ofta vara mer korrekt att prata om feminismer än om feminism. Att det finns så många olika feministiska grenar visar på ett komplext ämnesområde, där olika teorier har olika uppfattningar om vad som är problemet i samhället och hur arbetet för förändring bör se ut. Några exempel på inriktningar är radikalfeminism, lesbisk feminism, liberalfeminism, marxistisk feminism, svart feminism och transfeminism. Feministiskt initiativ (Fi) anger till exempel att man verkar för feministisk antirasism.

## Historik
Den feministiska tankerörelsen har en del av sitt ursprung i den franska revolutionens tankar om alla människors lika rättigheter. Sedan dess ansågs rörelsen enligt feministisk tolkning länge ha genomgått olika "vågor". Den första vågen karakteriseras av kampen för lika rättigheter och rösträtt, den andra vågen karakteriseras av jämställdhet i samhällsstrukturer och motbekämpning av diskrimination, och den tredje av intersektionell analys och diskussioner om huruvida kön är kulturellt skapat. På senare tid har även en fjärde vågs feminism börjat utformas: Fjärde vågens feminism. Den fjärde vågen betecknas av ett fokus på bland annat sexuell trakassering, "body-shaming" och våldtäktskultur.

### Ursprung

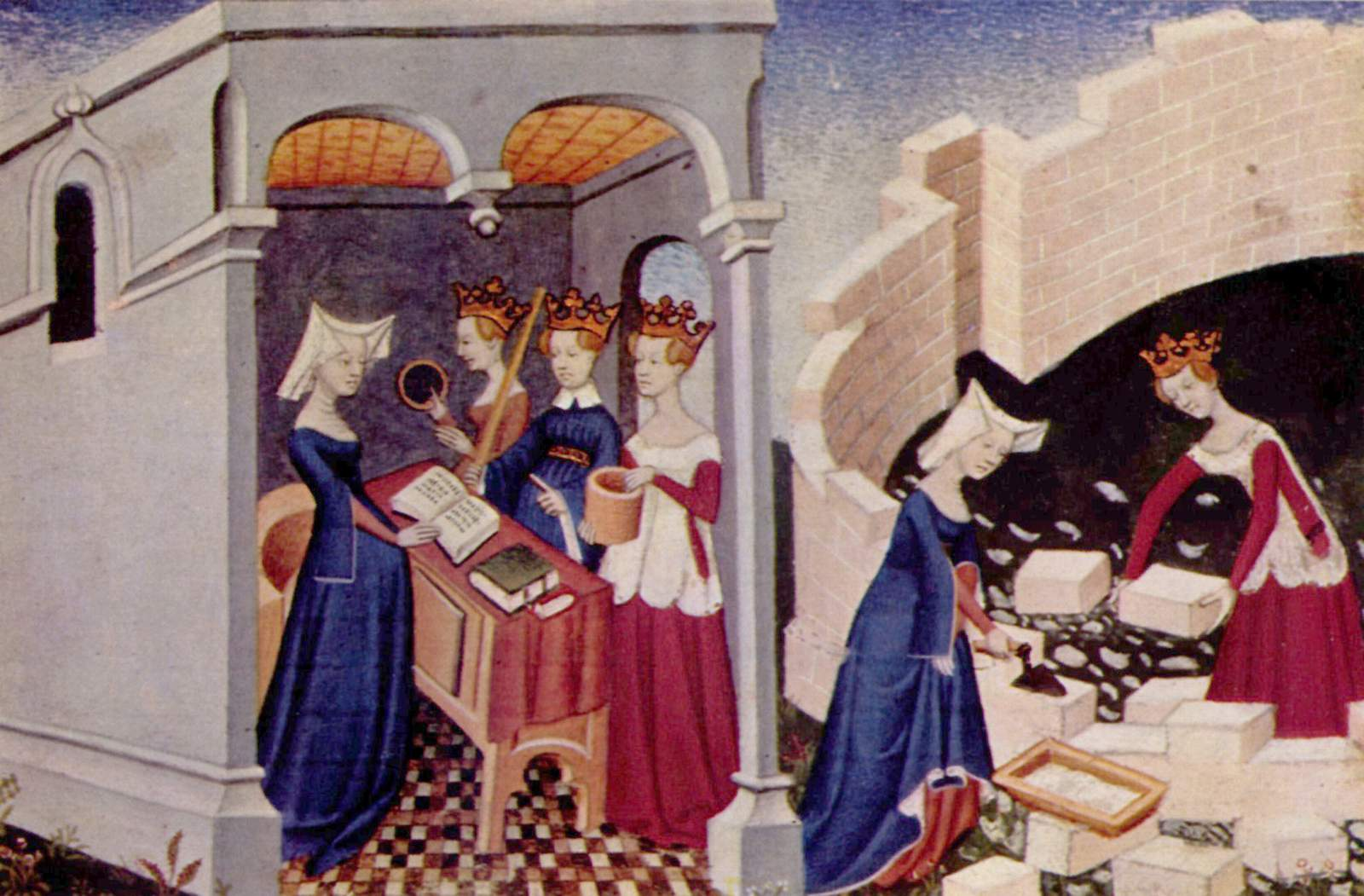
Illustration ur boken Kvinnostaden 1405.

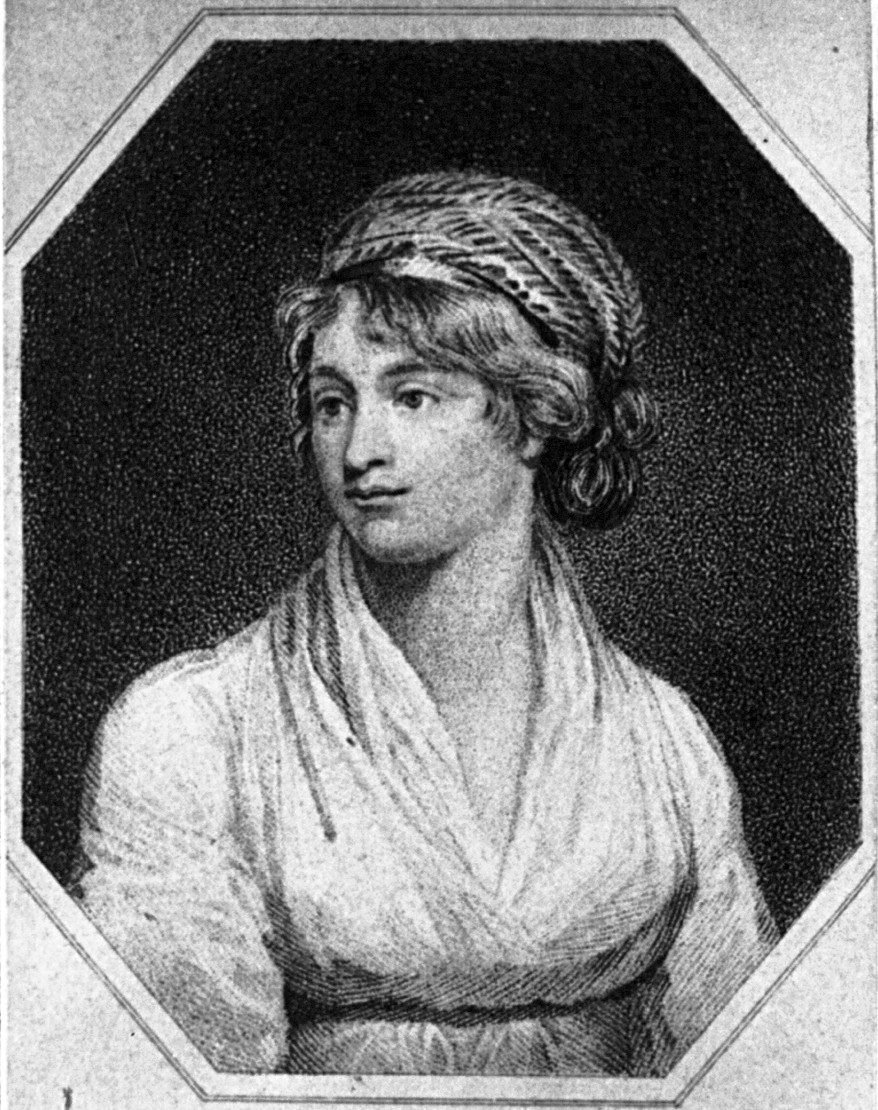
Mary Wollstonecraft (1759–1797).

Enstaka skrifter med feministiska förtecken skrevs före 1700-talet. En av dessa är Christine de Pizans Kvinnostaden (1405) där hon kritiserar kvinnofientlighet och argumenterar för att män och kvinnor har samma förmågor på det själsliga planet.
År 2002 upptäcktes ett manuskript från mitten av 1600-talet, Kvinnans värde, i Wigan i norra England som visade sig vara det första feministiska dokumentet på engelska. Skriften stöder sina påståenden om kvinnan med bibelcitat. En gestalt som blivit tolkad och omtolkad är Jeanne d'Arc, Jungfrun av Orléans, som under 1400-talet tog befälet över den franska armén, och sedan brändes på bål för häxerier. En del ser henne främst som en figur i ett religiöst spel, andra som en av de första stora feministerna. Den franska preciositeten och de brittiska blåstrumporna som höll salonger under 1600-talet var andra tidiga feministiska rörelser.
Under 1700-talets upplysningsperiod så föddes tanken om alla människors lika värde, kvinnan var dock exkluderad ur detta och det var genom detta i kombination med dessa nya tankegångar som feminismen föddes. Många av upplysningens politiska filosofer ansåg att kvinnor var mer känslostyrda än männen och saknade mannens förnuftskapacitet. Upplysningsfilosofen Rousseau skrev i Émile eller om uppfostran (1762) om sina för sin tid radikala idéer om barnuppfostran. Som en reaktion på att Rousseau förespråkade en helt annan uppfostran för kvinnor skrev Mary Wollstonecraft den klassiska skriften Till försvar för kvinnans rättigheter (1792). Hon skrev att kvinnan inte var skapad till mannens behag utan hade samma rätt som han att utveckla sina dygder och förmågor. Tanken om människan som en varelse av förnuft är något som Wollstonecraft tar fasta på och hävdar att det är omoraliskt att neka kvinnan möjlighet att utveckla förnuftet. Wollstonecraft kunde till viss del hålla med om att kvinnor var irrationella men hon ansåg också att det berodde på att deras liv var så kraftigt begränsade. I Sverige skrev Hedvig Charlotta Nordenflycht dikten Fruentimrets försvar 1761 i vilken hon kritiserar Rousseaus kvinnosyn.
Under de franska och amerikanska revolutionerna hade upplysningens idéer om mänskliga rättigheter tillämpats. Till stor del hade det dock bara kommit männen till del. Olympe de Gouges skrev om deklarationen om de mänskliga rättigheterna så det också kom att omfatta kvinnorna i Deklarationen om kvinnans och medborgarinnans rättigheter. Den nya regeringen vände sig dock snart mot kvinnliga aktivister och Olympe de Gouges avrättades för högförräderi 1793.

### Första vågen
| Clara Zetkin (1857–1933) och Aleksandra Kollontaj (1872–1952). |  | Clara Zetkin (1857–1933) och Aleksandra Kollontaj (1872–1952). |
| Clara Zetkin (1857–1933) och Aleksandra Kollontaj (1872–1952). |  |                                                                |

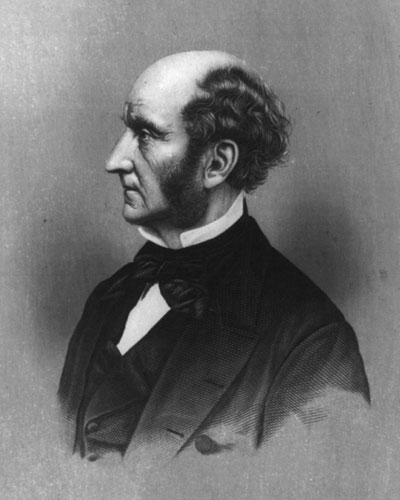
John Stuart Mill (1806–1873).

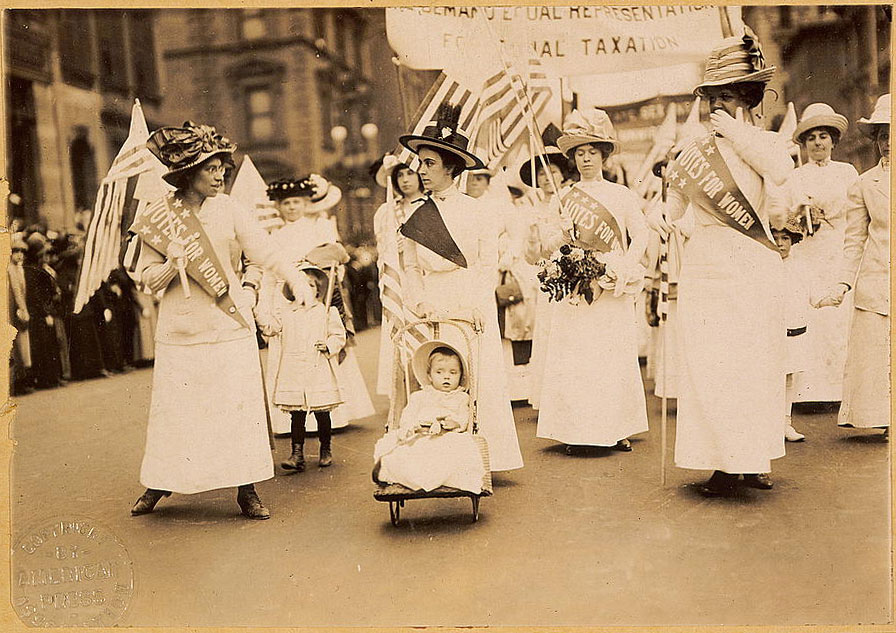
Suffragetter demonstrerar i New York 6 maj 1912.

De tidiga feministerna föll i glömska för en tid, och det var först när liberalismen började växa sig stark, med sina krav om utökad rösträtt, som feminismen åter gjorde sig bemärkt. Chartiströrelsen, som var verksam i England mellan 1838 och 1848, krävde lika rösträtt för alla män, men gick inte så långt som till att inkludera kvinnor. Men det började växa fram liberaler som hyste åsikten att kvinnor skulle garanteras samma medborgerliga och politiska rättigheter som män. En viktig filosof för det feministiska tänkandet var John Stuart Mill som jämställde det kvinnor utsattes för med rasism och skrev liberalfeminismens viktigaste verk i sin Förtrycket av kvinnorna (1869). Mill utsträckte här de liberala idéerna till att också omfatta kvinnorna. Mill menade att en sedvänja bara kunde försvaras om den överensstämde med vad som var förnuftigt, och som utilitarist ansåg han att samhället gick miste om 50 procent av sin kapacitet genom att neka kvinnorna tillträde till samma rättigheter som männen. Kvinnor skulle ha rätt till anställning och utbildning, till politisk rösträtt och rätt att inneha politiska ämbeten. Mill ansåg ändock som Wollstonecraft att det fanns olika uppgifter för män och kvinnor. Kvinnan skulle ha möjlighet att utbilda sig till ett yrke men om hon valde att gifta sig var rollen som mor och husmor hennes yrke.
1867 lade Mill som ledamot av det brittiska parlamentet fram ett förslag som skulle ge kvinnor rösträtt, men förslaget röstades ned med stor majoritet. Detta innebar ett startskott för kampen för kvinnlig rösträtt i Västeuropa och USA med liberala förtecken. Kampen blev hård och bitter i många länder och kvinnorna fick kämpa för att vinna stöd i de politiska partierna.
I Sverige var Fredrika Bremer, Sophie Adlersparre och Ellen Key tre tidiga kvinnorättskämpar.
I Tyskland var både den liberala och den socialistiska kvinnorörelsen mycket aktiv under hela 1800-talet och början av 1900-talet. Inom föreningar och partier arbetade man inte endast för kvinnlig rösträtt utan även för att förbättra kvinnors möjligheter till utbildning och för reformer av arbetande kvinnors villkor. I Leipzig, "den tyska kvinnorättsrörelsens vagga", verkade kvinnorättskämpar som Louise Otto-Peters, Henriette Goldschmidt och Auguste Schmidt. I Leipzig utbildade sig också socialisten Clara Zetkin, som 1910 tog initiativet till instiftandet av den internationella kvinnodagen. Zetkins tal och skrifter hade stor betydelse för arbetarkvinnornas möjligheter att hävda sig inom den socialistiska rörelsen och förde frågorna om kvinnans rätt till arbete och att rösta till den allmänna debatten.
1897 enades den fredliga "suffragist"- rörelsen för rösträtt under ledning av Millicent Fawcett. Rörelsen kallades för "National Union of Women Suffrage Societies". Hon förblev ordförande till 1918, då kvinnor över 30 år fick rösträtt i Storbritannien. 1903 bröt sig den militanta grupperingen med Emmeline och Christabel Pankhurst i spetsen ur den fredliga rörelsen. De militanta kallade sig för suffragetter. Suffragetterna anordnade massdemonstrationer och offentliga möten för att bilda opinion för kvinnlig rösträtt. Omkring 1908 tog dock organisationen till mer våldsamma metoder som stenkastning och bränder. En kvinna vid namn Emily Davison kastade sig 1913 framför kungens häst och blev genom sin död en martyr för rösträttssaken. Suffragetterna gick ett steg längre än många andra och hävdade att kvinnor hade överlägsna moraliska egenskaper och att många av världens problem berodde på den manliga dominansen..År 1913 detonerade suffragetterna en bomb i kyrkan Westminster Abbey i London och bombdåden fortsatte under år 1914. Suffragetterna var dock noga med att alltid bomba tomma lokaler då man inte ville släcka människoliv. När Första världskriget bröt ut 4 augusti avstannade kampen plötsligt och kvinnorna arbetade för landets intressen istället och kvinnorna fick nu ta de arbeten som de krigförande männen skötte i vanliga fall. När kriget var slut insåg man kraften i kvinnors arbete och att de klarade av mycket mer än bara husliga sysslor. På grund av det röstade man med stor enighet genom rösträtt för kvinnor över 30. Tio år senare fick alla kvinnor över 21 rösträtt i Storbritannien.
Vid sidan av rösträttskampen kämpade kvinnorörelsen också för många andra rättigheter som gradvis stärkte kvinnans lagliga ställning och möjlighet till utbildning och försörjning. Elizabeth Blackwell blev den första kvinnliga läkaren i modern tid efter att ha ansökt till 28 olika lärosäten. Gradvis fick kvinnorna rösträtt och myndighet i många västeuropeiska stater. Under den här perioden började feminismen till viss del inkluderas i andra ideologier. En del feminister ansåg att deras mål bara kunde uppnås om de var en del av en större rörelse såsom socialismen eller kommunismen. När bolsjevikerna grep makten i Ryssland 1917 och grundande den nya Sovjetunionen tog vissa ledande feminister såsom Aleksandra Kollontaj plats i regeringen. Det stiftades lagar om att kvinnor skulle ha rösträtt, rätt att skilja sig, få samma lön som män och rätt att ta mammaledighet. Många ryska män hade dött i första världskriget och kvinnor uppmuntrades att ta jobb inom industrin. Det startades daghem och kollektiva kök. Utbildningskampanjer höjde den kvinnliga läskunnigheten drastiskt.
Lagarna om lika lön genomfördes dock inte och de bäst betalda arbetena och maktpositionerna gick fortfarande till män. De feminister som kritiserade staten började under Stalins diktatur fängslas. Men de utländska feminister som kom på besök till Sovjetunionen fick ta del av starkt kontrollerad information som de sedan delade med sig till andra feminister och prisade hur kommunismen hjälpte kvinnorna. Inte ens den ansedda tyska socialisten Clara Zetkin, som 1921 blivit invald i Verkställande utskottet för Komintern - Kommunistiska Internationalen, lyckades hålla sig fri från Stalins propagandaspel trots att hon var kritisk till honom. Många feminister gick med i kommunistiska eller socialistiska partier eftersom de ansåg att de feministiska reformer som genomfördes bara kom de rika kvinnorna till fördel. Den stora depressionen under trettiotalet, tycktes för många bekräfta att jämställdhet inte kunde uppnås utan en politisk revolution.
Första världskriget, 1914–1918, innebar i många länder ett avbrott i den kvinnliga rösträttsrörelsen. En del feminister var samtidigt även socialister och pacifister men de flesta gick in i staternas krigsansträngningar. Den feministiska rörelsen hade åren innan krigsutbrottet blivit allt mer en internationell rörelse vilket påverkades av kriget. När många unga män gav sig ut i kriget blev de arbeten som kvinnor hade kämpat för att få en patriotisk plikt att utföra. I fabriker, kollektivtrafiken och den offentliga förvaltningen fick nu kvinnorna ta sin plats. Kriget medförde att rösträttsfrågan avdramatiserades och en del fördomar om kvinnors förmåga försvann. Eftersom kriget gjorde att kvinnor fick ta arbeten som annars nästan enbart män praktiserade så kunde kvinnor bli fullgoda inom dessa områden. Att många kvinnor började arbeta innebar för dem en chans att känna att de stod på egna ben och kunde försörja sig själva även om de ofta hade lägre lön än männen.
Efter kriget, och i synnerhet under 1930-talets ekonomiska depression, drevs många kvinnor tillbaka till hemmafru-rollen. 
När kampen för kvinnlig rösträtt var vunnen, kring 1920, arbetade feminister, fram till 1960-talet, mest med juridiska frågor som abort, arbetsförhållanden, rätten att använda preventivmedel och sexualundervisning.

### Bahá'í – en rörelse i Iran

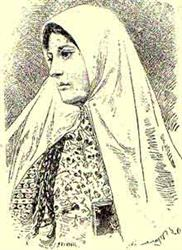
Tahirih (1819–1852), poet och en av förgrundsfigurerna inom Bahá'í-tron.

Kampen för kvinnornas rättigheter var inte något isolerat västerländskt fenomen. Religionsgrundarna Báb (bábí-tron från 1844) och Bahá'u'lláh (bahá'í från 1850-talet) framträdde i Iran kring mitten av 1800-talet och startade en religiös reformrörelse som krävde absolut jämställdhet, även om det begrepp som då användes var jämlikhet. Lika rättigheter för kvinnor och män är tillsammans med fri och obligatorisk skolundervisning för alla flickor och pojkar i världen så grundläggande hörnpelare i bahá'í-tron att den unga religionen står eller faller med dem. Poeten Tahareh, eller Táhiri som hon också kallades, slöt sig till bábí-rörelsen och var den första kvinnliga, offentliga personen i ett muslimskt land som öppet började visa sig utan slöja (1848) och debatterade med Irans ledare om kvinnans ställning. Hon led martyrdöden 1852, två år efter Báb. Att kvinnans lika värde, plikter och rättigheter var en så viktig fråga för Báb och Bahá'u'lláh berodde enligt dem på att de sade sig ha fått uppenbarelser från Gud med budskapet att alla tidigare religioners krav på att kvinnan ska underordna sig mannen ska upphävas. Mannens överlägsenhet var en "fåfäng inbillning" som måste utrotas. Vidare tolkades bahá'í-trons grundare Guds vilja som att möjligheterna till framsteg och välstånd i ett samhälle försenas eller förhindras om inte kvinnan är jämställd med mannen. Bahá'u'lláhs son 'Abdu'l-Bahá hävdade till och med att mannen inte kan utvecklas om inte kvinnan får exakt samma möjligheter, plikter och förmåner. Tahareh och Báb blev martyrer i det shia-muslimska Iran. Bahá'u'lláh, 'Abdu'l-Bahá och sondottersonen Shoghi Effendi tog med sig den nya tron västerut, där den attraherade många.

### Andra vågen

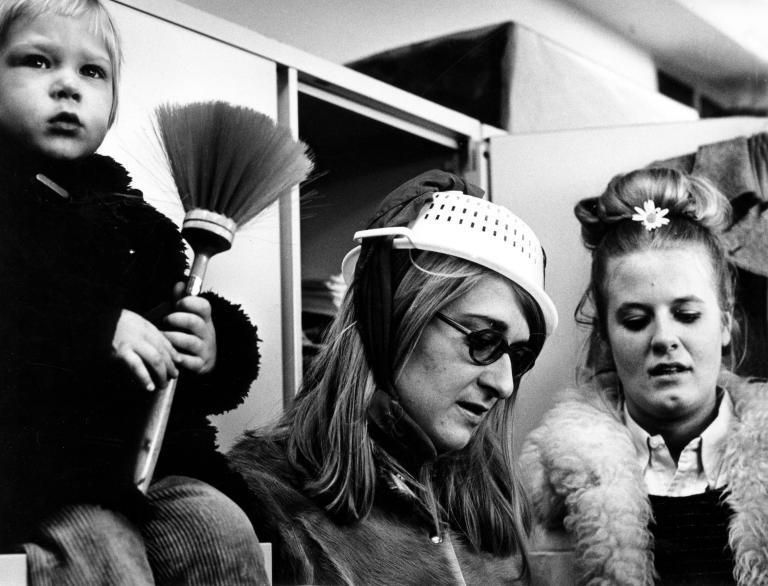
Medlemmar i den holländska kvinnogruppen Dolla Mina, 1970.

Under 1950-talet återhämtade sig västvärldens ekonomi efter andra världskriget och blev gradvis stabilare. I populärkulturen frodades en bild av kvinnan som kvinnlig och huslig. Nu publicerades en bok vars genomslag kom att omdana mycket av det feministiska tänkandet och kom att göra marxismen till den dominerande riktning som feminismen tog i framtiden. Det var Simone de Beauvoirs Det andra könet som gavs ut på franska 1949 och översattes till engelska 1953. Titeln på verket syftar på det synsätt som ger att mannen är normen medan kvinnan är negationen, det andra, den som inte är en man. Kvinnan definieras i förhållande till mannen, inte till sig själv. Hon tillskrivs därför de egenskaper som männen inte vill ha och formas på så sätt till att låsas i sin könsroll. Tidigare feminister anklagades för att vilja skapa ett system där mannen var det eftersträvansvärda.
Under det sena 1960-talet och tidiga 1970-talet kämpade många i USA för medborgerliga rättigheter för den svarta befolkningen. Många protesterade mot USA:s inblandning i Vietnamkriget; många länder i Asien och Afrika kämpade för att göra sig fria ifrån kolonialmakterna och mycket i samhället omvärderades.
Under det sena 1960-talet och tidiga 1970-talet började också en ny kvinnorörelse växa fram. Begreppet feminism användes inte så mycket; många talade istället om kvinnlig frigörelse. Man kämpade för att påverka lagar och folks attityder. Kvinnorörelsen som började växa fram hade inga centrala personer och startades inte av någon särskild händelse utan sammanfogades av gemensamma frågor. Rörelsen kan delas upp i en radikalare minoritet och en moderatare majoritet. Den radikala minoriteten försökte skaffa sig nya kopplingar till vänstern och förespråkade ett system som var grundat på kvinnans behov även om det innebar ett uteslutande av männen. Denna del av rörelsen fokuserade på frågor som våldtäkt, pornografi, misshandel av kvinnor i hemmet och diskriminering mot homosexuella kvinnor, medan majoriteten av kvinnorörelsen fokuserade på frågor som säker och legal abort, möjligheten till preventivmedel och rätt till lika lön. Att uppgradera statusen för kvinnodominerade yrken började bli viktigt. Boken "Det grymma manssamhället" av Mariann Andersson gavs ut 1971. Den finns i en tredje upplaga kallad "Vägen ut eller Det grymma manssamhället".
Kvinnorörelsen var aldrig enhetlig, men de stora organisationerna arbetade för långtgående förändringar inom det politiska och ekonomiska systemet och rönte i många länder framgångar till stöd för kvinnors rättigheter. Många kvinnor levde under mångdubbla förtryck baserade på fattigdom, ras och andra faktorer. En amerikansk svart kvinna tjänade i genomsnitt 40 procent av vad männen gjorde. De vita kvinnorna tjänade 60 procent. I spåren av denna situation har den svarta feminismen och den post-koloniala feminismen vuxit fram.
Under sextiotalet utvecklades en öppnare syn på sex generellt i samhället. Den vetenskapliga utvecklingen innebar säkrare och pålitligare preventivmedel och födelsekontroll. År 1960 introducerades p-pillret. Trots motstånd från den katolska kyrkan och en del regeringar blev metoden populär och många kvinnor fick möjlighet att själva kontrollera fortplantningen, vilket av många feminister ansågs vara den viktigaste rättigheten av alla.
På 1980-talet minskade den feministiska rörelsen i väst. Den tidigare så starka och inflytelserika kvinnorörelsen tycktes tappa både fart och sympatisörer. Kvinnorepresentationen började minska på många ställen och feminister som Susan Faludi ansåg, att det var manssamhället som försökte att upprätthålla sin makt och genom kulturen tvinga tillbaka kvinnorna till deras gamla position.

### Tredje vågen
Under 1990-talet upplevde dock feminismen en renässans. Denna tredje våg av feminism spred sig från USA till den övriga världen under 1990-talet. Den tredje vågen utvecklades sedan till den fjärde vågen under 2010-talet.
Tredje vågen fokuserade mycket på individualism och mångfald och försökte på många sätt omdefiniera vad det innebar att vara feminist. Samtidigt innebar detta fokus på individualism att förvirring kring vad som verkligen definierade tredje vågens feminism också är ett av dess mer utmärkande drag.
Under 1990-talet började många politiska partier kalla sig feministiska och det bildades feministiska partier i flera länder. På Island var Kvennalistinn 1987 det första renodlade feminismpartiet som kom in i ett nationellt parlament. Landet blev också det första med en demokratiskt vald kvinnlig president. Men även om många partier kallade sig feministiska var många feminister oense om de bedrev en feministisk politik, och i Sverige bildades 2005 Feministiskt initiativ som en motreaktion. Feministiskt initiativ har även systerpartier i fler länder. Bland annat i Tyskland, Norge, Danmark, Polen, Spanien och England. Feministiskt initiativ har tillsammans med andra europeiska feministiska partier organiserat paraplyorganisationen, European Feminist Parties Coordination Board, för att organisera kandidering i Europeiska unionen.
Med tredje vågens feminism började man  argumenterade för att det finns olika typer av problem bland olika samhällsgrupper i frågan om jämlikhet, och att olika typer av feminism därför är nödvändig för att möta dessa gruppers behov och uppnå målet om jämlikhet mellan könen. Termen intersektionalitet — som beskriver idén om att kvinnor erfar lager av förtryck utifrån exempelvis genus, hudfärg och klass – introducerades 1989 av Kimberlé Williams Crenshaw och blev ett allt viktigare koncept. I och med internet under sena 1990-talet och tidiga 2000-talet skapades globala mötesplatser i bloggar och forum, och krav ställdes på att en gång för alla överge olika könsstereotyper och utöka feminismen till att inkludera fler grupper av kvinnor från olika kulturer och bakgrunder.
Tredje vågens feminism var i enlighet med sin individualistiska natur inte reserverad för enbart kvinnor och heller inte någon sammanhängande och organiserad rörelse, som de två föregående vågorna av feminism, utan indelad i en mängd undergrupper och teoribildningar som sexpositiv feminism, transfeminism och postmodern feminism, som var och en syftar till att möta de problem varje grupp har för att nå det gemensamma målet. Den fjärde vågens feminism, som kom på 2010-talet och fokuserar på intersektionalitet, föddes därför naturligt ur denna individualism. 

### Fjärde vågen
Fjärde vågens feminism började formeras kring 2012, alternativt under det sena 00-talet. Denna rörelse och tid karaktäriseras av sitt fokus på att stärka kvinnor på en mängd olika plan, användningen olika internetverktyg, och en centrering kring intersektionalitet. Under denna tid har diskussionen omkring kvinnors roll i relationer lyfts bland annat genom Metoo-rörelsen och en förnyad debatt omkring pornografi och sexualiseringen av samhället. Den fjärde vågen kännetecknas av sitt avståndstagande från den enligt vissa naiva sexpositivism som präglat delar av den föregående vågens feminism.
Kritik har kommit angående hur fjärde vågen återskapat en offerroll för kvinnan och talat mindre om individernas egen makt. Den ses ibland som en sociala medier-baserad återgång till andra vågens feminism, parad med en nyuppväckt biologism där män och kvinnor är mer olika än lika.
I USA har ledarna i rörelsen kring metoo blivit naturliga talespersoner för denna skärpta och i vissa fall könspolariserade politik. Den feministiska aktivismen blev ofta kritisk till den genusvetenskap som under tiden etablerats som akademiskt ämne. Denna våg skedde dock samtidigt som hela stater (som Sverige, under regeringen Löfven) började marknadsföra sin politik som feministisk.
Metoo bidrog till våg av vittnesmål på utbredd sexism och ouppklarade övergrepp. I efterspelet av den konkreta fasen av metoo har kritik kommit mot den rättsosäkerhet och det känslomässiga fokus som uthängningar av personer i sociala medier bidragit till.

## Centrala begrepp

### Patriarkat

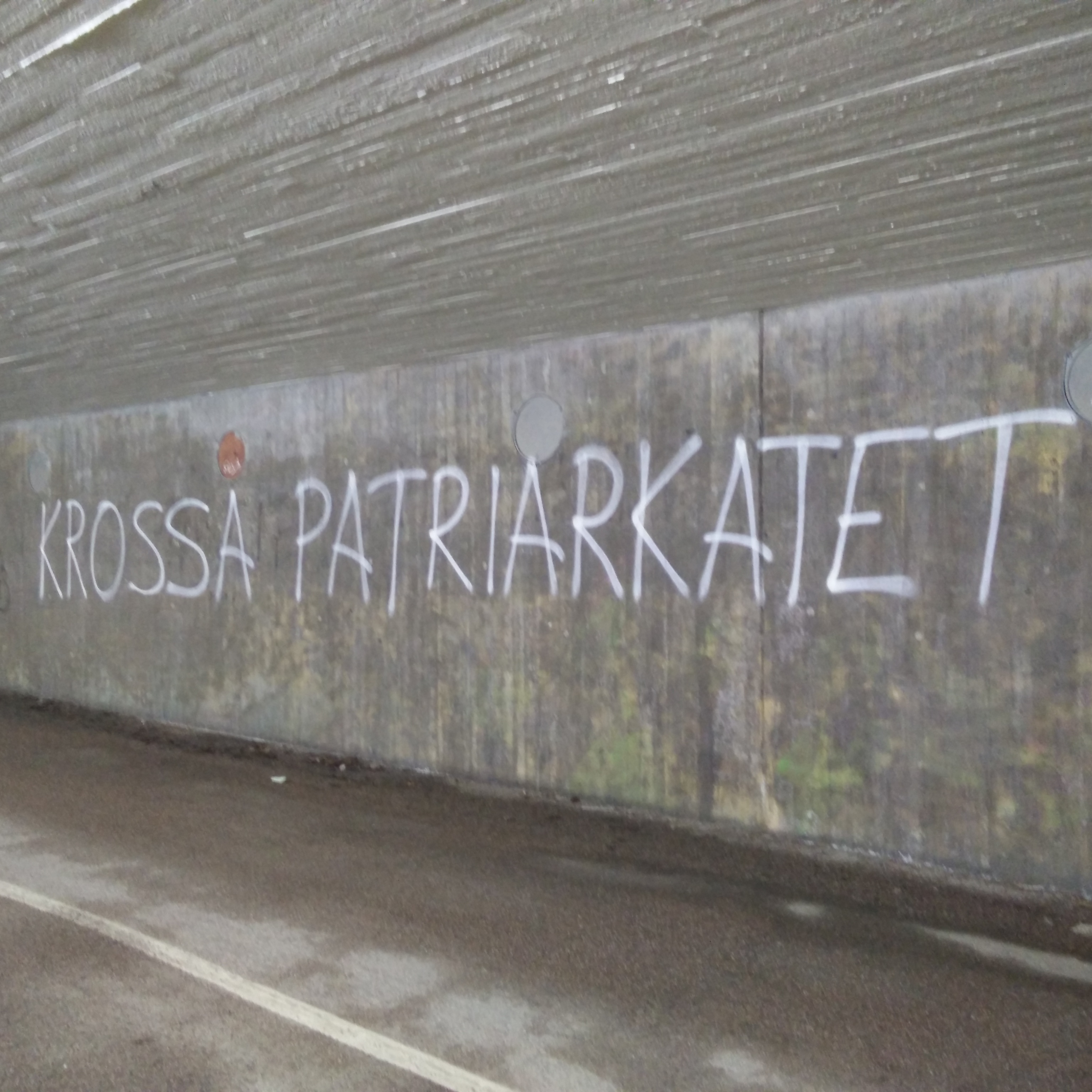
Gångtunnelgraffiti, Uppsala 2017.

Patriarkatet (fadersväldet) är ett begrepp för samhällen som kännetecknas av fäders inflytande inom familjen, manliga ledares institutionaliserade makt och övervikt för männens inflytande i samhället. Begreppet togs in i den feministiska debatten av Kate Millett 1970 i boken Sexualpolitiken.
Idén om patriarkatet har blivit en av grundstenarna inom vissa grenar av feminism – inte minst radikalfeminismen. Begreppet har kommit att känneteckna den radikalfeministiska synen att samhällsordningen utgår från att män överordnas kvinnor. Patriarkatet är enligt begreppets förespråkare en djupt liggande samhällsstruktur – könsmaktsordningen – som visar sig på många sätt, däribland att män har högre lön, att kvinnan utför den största delen av hushållsarbetet och att vissa av världens språk (såsom engelska och franska) har samma ord för man och människa. I bland annat svenskan är dock människan en "hon", men det vanligaste allmänna pronominet är man.
I Simone de Beauvoirs analys är detta kärnpunkten, att det manliga är normen och det kvinnliga är undantaget; detta är enligt henne är en djupt liggande del i samhället. Enligt patriarkatshypotesen blir kvinnorna inskolade i patriarkatet av alla delar av samhället och hålls i en beroendeställning av män, medan samhället framhåller manliga beteenden som mer värda än kvinnliga.

### Genus

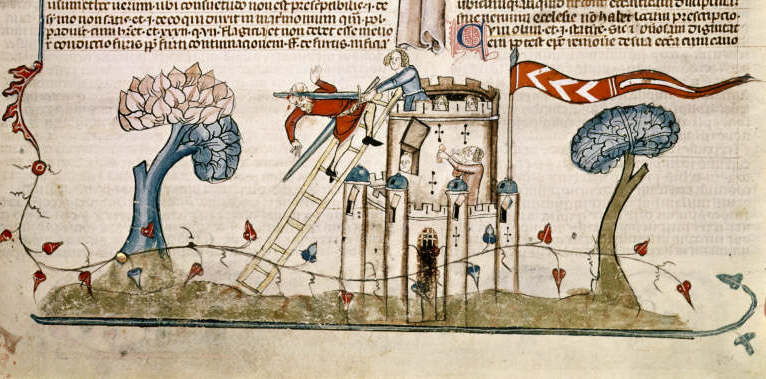
En kvinna som försvarar ett slott, tidigt 1300-tal

Begreppet genus (som på senare tid inom feminismen ersatt begreppet könsroll) används inom genusvetenskapen och vissa delar av den feministiska teoribildningen för att förstå och urskilja de idéer, handlingar och föreställningar som formar det sociala könet. Begreppet uppstod i början av 1980-talet och är en översättning av den engelska termen gender.
Genus används inom feminismen som benämning på den del av det som människor uppfattar som manligt respektive kvinnligt som inte kan härledas till biologisk bakgrund. Det handlar enligt dem som använder begreppet om ett kulturellt skeende där någon ger vissa tillstånd och sedvänjor en kollektiv könstillhörighet. Det ska också finnas kulturella och sociala förväntningar på hur en man eller kvinna ska bete sig och framförallt på vilka skillnader som ska finnas. Genusvetarna använder begreppet till att beskriva den relation som finns mellan könen och för att studera hur det som uppfattas som manligt respektive kvinnligt varierar genom historien och i olika kulturer.
Likhetsfeminister anser att män och kvinnor föds lika, vilket innebär att genus (dvs. att samhället tillskriver män manliga egenskaper och kvinnor kvinnliga egenskaper) förklarar skillnaderna mellan könen. Mönstren för genus är enligt dem olika i olika delar av världen och har varierat genom tiden.
Det finns även forskning som visar att biologiska faktorer är viktiga för att förstå skillnader i beteende mellan män och kvinnor.

### Genussystemet
Genussystemet används inom genusteorin för att beskriva den maktordning som genusvetare studerar och feminister anser finns mellan könen. Begreppet myntades av Yvonne Hirdman i artikeln "Genussystemet – Reflexioner kring kvinnors sociala underordning" i Kvinnovetenskaplig tidskrift, nr 3, 1988. Genom att kvinnliga och manliga egenskaper polariseras och tillskrivs motsatta egenskaper och verksamhetsområden så försvåras övergångar mellan de två kategorierna. Detta kallas Särskiljning. De olika egenskaperna ges sedan olika värden, där mannen är norm och högre värderad än kvinnan. Detta kallar Hirdmann Hierarkisering. Genom de två logikerna särskiljning och hierarkisering upprätthålls genussystemet.

## Inriktningar
Feminismen är ingen enhetlig ideologi. Inom feminismen finns en rad olika inriktningar med olika syn på många frågor.

### Feminism
Är den klassiska politiska rörelsen för kvinnors fulla ekonomiska, sociala och politiska likställighet med mannen.
Olika inriktningar har olika syn på vad problemen är, vad de beror på och hur det bäst bör lösas. Det som är gemensamt för dessa är att de anser:
1. att kvinnor generellt sett är underordnade män.
2. att detta förhållande ska förändras.

### Särartsfeminism
Särartsfeminism är en av de huvudfåror som feminismen brukar delas in i. De första liberalfeministernas feminism baserades på åsikten att män och kvinnor visserligen är olika av naturen och att de därför av naturen har givna roller i samhället, behov och därmed förenliga livsuppgifter. Könens skilda egenskaper ansågs dock komplettera varandra i den traditionella fördelningen av uppgifter i samhället. Detta skulle inte innebära en för kvinnor ofördelaktigare värdering i arbete, yrkesliv eller som person. Män och kvinnor ansågs som likvärdiga och jämställda, både för deras egen skull samt för balansen i staten och samhället i övrigt. De genetiska skillnader som finns mellan man och kvinna gör att jämställdhet inte bara är rättvisare utan också nyttigt för samhället.
Enligt särartsfeministerna skulle feminismen alltså gå ut på att uppvärdera kvinnor och de göromål som de traditionellt ägnat sig åt. Enligt denna syn anses kvinnor biologiskt mer lämpade för dessa göromål än män. Könsskillnaderna gör att jämställdhet är eftersträvansvärd.
Idag är särartsfeminismen marginaliserad bland de flesta sekulära feminister, men den är fortfarande den dominerande uppfattningen bland religiösa feminister som inte vill ta avstånd från religiöst definierade skillnader mellan män och kvinnor. Vissa moderna tänkare utanför den religiösa sfären ses dock ibland som särartsfeminister, inklusive Camille Paglia.
En vanlig missuppfattning är att de feminister som i likhet med Elin Wägner och Rosa Mayreder krävde ett annorlunda och bättre samhälle med fred och bättre miljö var särartsfeminister. Men kraven gällde mänskligheten som helhet och var del i ett feministiskt projekt mot maskulint orsakad exploatering. Misstolkningen har påpekats i artiklar av Lisa Gålmark, se även Katarina Leppänens avhandling Rethinking Civilisation samt Boel Hackman om Elin Wägner.

### Likhetsfeminism
Likhetsfeminism eller likartsfeminism är den andra och nuförtiden dominerande huvudfåran inom feminismen. Likhetsfeministerna tror att miljön är den viktigaste faktorn i att skapa genus i motsats till särartsfeministerna som sätter biologiska eller naturbetingade skillnader i centrum. Likartsfeminismen har en konstruktivistisk syn på könsroller och anser att de biologiska förklaringarna bara är ett försök att fortsätta förtrycka kvinnorna.

#### Anarkafeminism

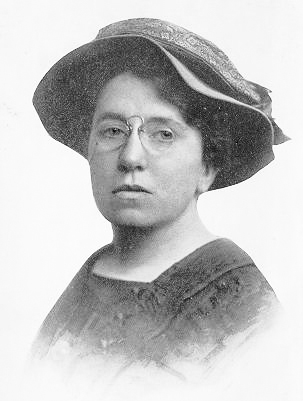
Emma Goldman (1869–1940).

Anarkafeminismen kombinerar anarkism med feminism. Termen och filosofin härrör från 1960-talet men har sina grunder i Emma Goldmans och Voltairine de Cleyres skrifter. Inom anarkafeminismen ser man patriarkatet som en form av hierarki och därigenom ett grundläggande problem i samhället. Anarkafeministerna strävar inte efter att kvinnan ska ta över eller dela makten med männen utan efter att avskaffa makten. Förändringarna anses måste komma inifrån människan och kan inte beslutas uppifrån; det är varje människas ansvar att själv ta avstånd från könsmaktsordningen.
Många anarkafeminister motsätter sig traditionella relationer och anser att äktenskap är ett försök att äga kvinnan och därigenom ett förtryck. Anarkafeminister förespråkar att alla handlingar som verkar för patriarkatets avskaffande ska ske mellan individer, inte i organisationer.
 Enligt Emma Goldmann låg grunden till kvinnlig frirörelse i psykologisk och sexuell frihet.

#### Liberalfeminism
Liberalfeminism är en form av feminism som främst önskar att uppnå jämställdhet genom lagar och sociala reformer inom det rådande systemet. Anledningen till kvinnans underordning är enligt denna inriktning främst att kvinnor inte har tillgång till det offentliga rummet och den politiska sfären i samma utsträckning som män. Liberalfeminismen har sitt ursprung i 1800-talets liberala tankegångar. Kvinnors ställning i samhället anses bero på att kvinnor genom historien varit utestängda ifrån arbetslivet och det politiska livet samt på könsstereotyper.
Historiskt sett har liberalfeminismen arbetat för utbildning för kvinnor, rösträtt och för lika lagliga rättigheter. Liberalfeminismen tror på utbildning, uppfostran och ändrade attityder för att upphäva kvinnans underordning.

#### Radikalfeminism
Radikalfeminismen uppstod också den under 1960-talet. Radikalfeminismen anser att den patriarkala strukturen är så djupt rotad i samhället, att det inte endast räcker med politiska och sociala reformer. Vetenskap, filosofi, religion, politik, konst, litteratur – allt är tänkt, utvecklat och skapat av män, för män. Kvinnor måste därför ge sig in på dessa områden och omforma dem i grunden, för att ge uttryck också åt kvinnors erfarenheter och tänkande. Ett medel som radikalfeminismen använder i detta arbete är en utveckling av så kallat inkluderande språk, det vill säga ett språk som inkluderar kvinnor och den kvinnliga erfarenheten. Det innebär att ord som "justeringsman" byts ut mot "justerare", att man regelmässigt säger "hen" eller "han eller hon" istället för bara "han" i generella utsagor, och så vidare.
Radikalfeminister anser att patriarkatet och förtrycket av kvinnor är den grund på vilken vårt nuvarande samhälle är ordnat. Enligt radikalfeminism utnyttjar män kvinnor därför att de tillåts vinna på det. Exempel på detta förtryck är pornografi, prostitution och misshandel inom relationer. Förtrycket anses stå utanför alla sorters system, klasstillhörighet eller andra faktorer.
Radikalfeminister anser att det enda sättet att bryta ned patriarkatet är att direkt attackera de symptom som finns på förtrycket av kvinnor. Kvinnan måste helt ta avstånd från varje beroendeställning som innebär att hon underordnas mannen. Tekniska lösningar såsom artificiell befruktning ska göra kvinnan oberoende också vad gäller reproduktionen och hindra det sexuella förtrycket.

#### Socialistisk feminism

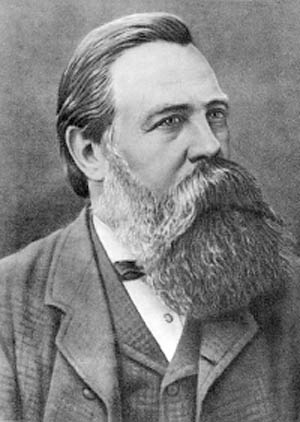
Friedrich Engels (1820–1895).

Socialistisk feminism har sitt ursprung i Karl Marx och i ännu högre grad Friedrich Engels syn på kvinnans underordnade position och den dragning till socialismen och kommunismen, som många feminister kände under slutet av den första vågen och under den andra vågen. I den socialistiska feminismen anses alla förtryck hänga samman: ojämlikhet mellan kön, klasser och i vissa fall att etnicitet är tätt sammankopplade och de ska avskaffas genom socialistisk kamp, och även enligt vissa genom en socialistisk revolution. Enligt Engels är ursprunget till patriarkatet privat ägande. När vissa män började äga mer än andra föddes en vilja att föra över rikedomarna till sina barn, och för att kontrollera att det verkligen var mannens barn måste kvinnan kontrolleras.
Ibland behandlas emellertid "socialistisk feminism" som distinkt från "marxistisk feminism" där den förstnämnda ställer sig kritisk till vissa av marxismens reduktionistiska drag och ter sig ahistoriskt i förhållande till den marxistiska feminismen.
Trots arbetarrörelsens och socialismens programförklaring om rättvisa och jämlikhet präglades arbetarrörelsens förhållande till kvinnorna och kvinnorörelsen i många länder av kyla, ointresse, och en brist på kommunikation och samarbete. De uttryckte därmed ett slags tyst motstånd, eftersom man inte kunde säga sin mening rent ut. Den ömma punkt man helst ville undvika att komma i beröring med var att den makt männen ville tillvälla sig inte var menad att delas med kvinnorna. Dem ville man ju fortfarande kunna behärska.
Historikern Olive Banks, som studerat förhållandena i England och USA, uttrycker det så, att arbetarrörelsens relationer till kvinnorna och det som kallades "kvinnosaken" där var problematiska och ambivalenta, trots att det från början även fanns flera beröringspunkter mellan de bägge rörelsernas ideologi. "Kvinnosaken" kallades allt det man förknippade med kvinnornas problem i samhället. "Kvinnosaken" fick ofta en litet obehaglig betydelse och var något man inte ville befatta sig med.
Trots att arbetarrörelsens framträdande ideologi om jämlikhet och rättvisa framhävde de mest radikala formuleringarna beträffande kvinnofrigörelsens målsättningar, var alltså i själva verket arbetarrörelsens attityder till kvinnorna och deras påbörjade politiska verksamhet från början ambivalenta i de angloamerikanska länderna. Beträffande Europa framhåller kvinnohistorikern Richard Evans att det inte var de socialistiska föregångarna Marx, Engels och August Bebel, utan utopisten Charles Fourier och senare socialisten och anarkisten Pierre-Joseph Proudhon som först formade den socialistiska synen på kvinnan. Vetenskapsmannen och utopisten Fourier ansågs litet galen, kanske för att han var kvinnoradikal och ansåg att kvinnans utbildning eller brist på utbildning var reduktionistisk, samt att den förkvävde hennes rätta jag: Hon var därför den som led mest av den rådande civilisationen. Han utmålade själv ett samhälle där hon skulle ha alla rättigheter och möjligheter. Proudhon, som levde några decennier senare, var även konservativ. Han hade inte mycket till övers för kvinnoemancipation och ville inte se kvinnor i det offentliga livet.
Det blev dock hantverkaren Bebels bok Kvinnan och socialismen, som skulle komma att få den största betydelsen och bli den kanske mest lästa boken om kvinnoemancipationen inom den socialistiska världen i Europa. Den väckte uppmärksamhet för att den koncentrerade sig på den proletära tillvarons detaljer, och sökte idéer till reformer för att underlätta för arbetarkvinnorna.
Den uppmuntrade även till en positiv inställning till kvinnors yrkesarbete. Rättigheter som likhet inför lagen och rättighet till utbildning och inflytande i politiken skulle komma att utgöra grundvalen för den socialistiska inställningen till kvinnan under Andra Internationalens tid (1889–1914).
Den tyska kvinnorörelsen hade då kommit betydligt längre beträffande utbredning och inflytande än den svenska beroende på att partiet (SPD) gav den ett starkt stöd. Den tyska och österrikiska socialdemokratiska kvinnorörelsen hade en stark ställning i Europa fram till nazismens maktövertagande. Den tycks under 1910 och -20-talen även ha utgjort en förebild för den svenska. Tidvis förekom flitiga kontakter mellan de båda rörelserna. Även i andra länder som Frankrike och Italien visades en kluvenhet beträffande kvinnorna. De stred först tillsammans med männen för att nå de socialistiska jämlikhetsmålen. Då de var uppnådda förvägrades de samma frihet som männen, då existerade inte längre den manliga jämlikhetsivern.
Forskaren Yvonne Hirdman kritiserar starkt de tongivande marxistiska forskarna för deras taktik att i sina teorier negligera kvinnornas speciella situation och problematik, som istället inordnades under klassfrågan och därmed försvann från agendan.
Christina Carlsson har särskilt granskat den svenska socialdemokratins kvinnosyn och kvinnopolitik fram till 1910. Hon fann att i Sverige intog kvinnorna marginella positioner såväl ideologiskt som strukturellt. Denna genomgång säger oss att det ingalunda varit lätt för kvinnorna att nå fram ens till maktens periferi, och detta tillstånd av maktlöshet och ojämlikhet torde fortfarande gälla för kvinnor i många länder.

#### Queerfeminism
Queerfeminism är en sammanslagning av feminism och queerteori och har sitt ursprung i radikalfeminismen och gayrörelsen. Queerteorin utgår från att inte bara könet utan även sexualiteten är en social konstruktion, liksom den poststrukturalistiska uppfattningen där språket skapar diskurser som således skapar subjekten; det finns ingen sannare sexualitet än det finns någon sann könsposition. På samma sätt som det inte finns några av naturen givna genus finns det inte heller några naturliga sexualiteter. Sexualiteten påverkas på samma sätt som genus av olika kulturer och tider. Som exempel ges att homosexuella relationer mellan yngre och äldre män var en del av kulturen i det antika Grekland. Man menar att den obligatoriska heterosexualiteten (heteronormativiteten) har en central roll i könsmaktsordningen.

#### Ekofeminism
Ekofeminism betonar den gemensamma grunden för miljörörelsen och feminismen. Ekofeminismen studerar kopplingen mellan könsroller och miljöförstöring och är ofta särskilt kritisk till mansrollen. Den som först introducerade begreppet var den franska feministen Françoise d'Eaubonne (1920–2005). I Sverige används begreppet bland annat inom Miljöpartiet. En som var väldigt tidig med de idéer som kännetecknar ekofeminismen är Elin Wägner, som sammanfattade sina tankar om kopplingen mellan ekologi, fred och kvinnors rättigheter i boken Väckarklocka, som utkom 1941.

### Filosofiska inriktningar
Vid sidan av den politikinriktade uppdelningen i olika feministiska skolor går det även att urskilja flera sorters feminism genom metoden de brukar och den filosofiska traditionen de verkar inom. Modern västerländsk filosofi delas ofta upp i två huvudsakliga traditioner, den analytiska och den kontinentala. Det är viktigt att notera att tillhörighet till en tradition i detta sammanhang teoretiskt sett inte behöver ha några substantiella implikationer; det går således att försvara vilken skola av feminism som helst med hjälp av den analytiska filosofins metod lika väl som med kontinentalfilosofiska verktyg. En tredje betydelsefull filosofisk tradition är den pragmatiska som historiskt sett varit mest betydelsefull i USA med förgrundsgestalter som John Dewey och William James.

#### Analytisk feminism
Analytiska feminister karaktäriseras av sitt användande av denanalytiska filosofins begrepp, teorier och metoder kombinerat med feministiska angreppssätt och insikter. Termen "analytisk feminism" används också för att tillbakavisa vad man menar är två missuppfattningar: att all feminism är postmodern och att analytisk filosofi är ohjälpligt vinklad till mäns fördel.
Termen "analytisk feminism" började först användas i USA i början av 1990-talet. 1991 grundades Society for Analytical Feminism ("Sällskapet för analytisk feminism") med Ann Cudd som första ordförande. Cudd menade att det är svårt att dra några generella slutsatser om den analytiska feminismens karaktär; man kan i bästa fall tala om en familjelikhet.
Den analytiska feminismen har kritiserats av andra feminister. Man har attackerat vad man ser som en diskrepans mellan analytisk filosofi, med dess rena objektivitet och värdeneutralitet, och feminism. Bland kritikerna ingår Alison Jaggar, som har kritiserat den moderna politiska teorins "abstrakta individualism", en kritik som har viss betydelse för den analytiska filosofin; Sandra Harding, som kritiserar vissa av den analytiska filosofins egenskaper som dess "värderingsfria objektivitet"; och Nancy Holland, som har kritiserat den angloamerikanska filosofin överlag och särskilt dess metafysiska antaganden som enligt henne utesluter kvinnor.

#### Kontinental feminism
"Kontinental filosofi" är samlingsnamnet på en rad filosofiska traditioner med den minsta gemensamma nämnaren att de inte tillhör den analytiska traditionen. Förr var epitetet "kontinental" rättvisande eftersom den kontinentala filosofin var koncentrerad till Europas kontinent, till skillnad från de brittiska öarna där den analytiska filosofin dominerade sedan början av 1900-talet. Detta har emellertid delvis förlorat sin giltighet.
Feminister inom den kontinentala riktningen arbetar i högre grad än de inom den analytiska i en mansdominerad tradition, men finner ändå dess verktyg användbara och modifierbara. De mest betydelsefulla skolorna som kontinentalfeminister har arbetat inom har varit fenomenologin, existentialismen, dekonstruktionismen och psykoanalysen. Den i särklass mest inflytelserika kontinentalfeministen är Simone de Beauvoir.
Den kontinentala feminismen har blivit kritiserad på flera punkter. Den vanligaste kritiken från feministiskt håll har gått ut på att den är apolitisk eller politiskt otillräcklig; att den på ett farligt sätt betonar skillnader och att den är svårtillgänglig för de allra flesta människor.

#### Pragmatisk feminism
Feminister inom den pragmatiska filosofin kombinerar en historisk infallsvinkel med en specifik metodologi. De undersöker kvinnor som har spelat en betydande roll för utvecklandet av den pragmatiska filosofin och söker tillföra den pragmatiska metoden nya feministiska infallsvinklar. Deras verksamhet kan även beskrivas som tillämpande den pragmatiska metoden på feministisk teori, särskilt i samband med frågor om kunskapsteori, utbildning och demokrati.

#### Postkolonial feminism
Den postkoloniala feminismen utgår både från en kritik av kolonialismen och rasismen, samt av mäns överordning. Postkoloniala feminister menar att mäns överordning också upprätthålls genom rasistiska och postkoloniala strukturer, bland annat så infördes europeiska lagar och könsmaktsordningar i de koloniserade länderna. Detta har beskrivits i begreppet Dubbel kolonisering. Den icke-vita kvinnan utsätts för underordning både som färgad, icke-europé och som kvinna. Därför finns också en kritik inom den postkoloniala feminismen mot Universalismen, att övrig västcentrerad feminism utgår från den Vita Europeiska kvinnan som norm, samt mot avsaknaden av genusanalyser i den postkoloniala kritiken. Postkoloniala feminister lyfter fram att kön, rasism, klass och andra maktstrukturer samverkar, ett synsätt som kallas intersektionalitet. Kunskapsproduktion och möjligheten till att skapa utrymme för nya kunskapssubjekt är centrala teman i postkolonial feminism. Det vill säga vilka berättelser och vilka personer som har plats och utrymme i utveckling och produktion av kunskap. Postkolonial feminism ställer här frågor om makt och kunskap som utmanar den västerländska idén om överlägsenhet, relaterat till föreställningar om till exempel kön, sexualitet, rasifiering och exploatering.

## Gemensamt mål och framtidsbild
Trots de olika utgångspunkterna i feminismens grenar så har alla samma mål, jämställdhet på alla plan. Det innefattar såväl ekonomisk, social, politisk och akademisk jämställdhet. Alla tror att samhället kommer att bli bättre utan kvinnans underordnade ställning. Oavsett inriktning tror man att samhället kommer att gå mycket lättare genom att samspelet mellan olika individer på olika sätt förändras.
Likhetsfeminister tror i stor utsträckning att både män och kvinnor kommer att få mer harmoni om könsbarriärerna utsuddas och patriarkatet raseras. Människor kommer att kunna sysselsätta sig med det de vill och ändå känna sig högt värderade. Den norska teoretikern Beatrice Halsaa tror att värdeskalan kommer att omvärderas och bevarandet och reproduktionen kommer att uppvärderas över produktion när de klassiska kvinnliga rollerna uppvärderas.
En tanke som ibland finns är att de amorösa dimensionerna i livet kommer att tillåtas ta större plats och kärleken kommer att bli friare. Hos vissa feministiska författare finns en tro på att människan kommer att bli psykologiskt androgyn när könsrollerna suddas ut.

## Feministisk litteratur
Litteratur har varit en betydelsefull del av feminismen under dess historia. Det råder inte konsensus om vilket som skulle vara det första feministiska verket, men Kvinnans värde från 1600-talet är ett förslag. Mary Wollstonecrafts bok Till försvar för kvinnans rättigheter (1792) är ett av de första verk som kan sägas vara uttryckligt feministiskt, även om såväl Jeremy Bentham som John Stuart Mill skrivit böcker (Introduction to the Principles of Morals and Legislation, 1781, respektive Förtrycket av kvinnorna, 1869 tillsammans med hustrun Harriet Taylor Mill) som kritiserade kvinnans underordnade ställning.
Den stora vågen av feministisk litteratur kom dock under 1900-talet med Virginia Woolfs essä Ett eget rum (1929), Simone de Beauvoirs Det andra könet (1949), Betty Friedans Den feminina mystiken (1963), Valerie Solanas SCUM-manifestet (1967), Germaine Greers Den kvinnliga eunucken (1971), Marilyn Frenchs Kvinnorummet (1977), Sandra Gilbert och Susan Gubars The Madwoman in the Attic (1979) samt Susan Faludis Backlash (1993).